# Mathonville
Mathonville és un municipi francès situat al departament del Sena Marítim i a la regió de Normandia. L'any 2007 tenia 228 habitants.

## Demografia

### Població
El 2007 la població de fet de Mathonville era de 228 persones. Hi havia 79 famílies de les quals 12 eren unipersonals (8 homes vivint sols i 4 dones vivint soles), 16 parelles sense fills, 43 parelles amb fills i 8 famílies monoparentals amb fills.
La població ha evolucionat segons el següent gràfic:
Habitants censats

### Habitatges
El 2007 hi havia 87 habitatges, 81 eren l'habitatge principal de la família, 2 eren segones residències i 4 estaven desocupats. Tots els 86 habitatges eren cases. Dels 81 habitatges principals, 72 estaven ocupats pels seus propietaris, 8 estaven llogats i ocupats pels llogaters i 1 estava cedit a títol gratuït; 8 tenien tres cambres, 25 en tenien quatre i 48 en tenien cinc o més. 66 habitatges disposaven pel capbaix d'una plaça de pàrquing. A 17 habitatges hi havia un automòbil i a 56 n'hi havia dos o més.

### Piràmide de població
La piràmide de població per edats i sexe el 2009 era:
| Homes | Edats   | Dones |
| ----- | ------- | ----- |
| 0     | 95 o +  | 0     |
| 0     | 90 a 94 | 0     |
| 0     | 85 a 89 | 0     |
| 0     | 80 a 84 | 4     |
| 0     | 75 a 79 | 0     |
| 0     | 70 a 74 | 0     |
| 0     | 65 a 69 | 0     |
| 12    | 60 a 64 | 8     |
| 0     | 55 a 59 | 0     |
| 4     | 50 a 54 | 4     |
| 16    | 45 a 49 | 8     |
| 12    | 40 a 44 | 24    |
| 4     | 35 a 39 | 4     |
| 12    | 30 a 34 | 4     |
| 4     | 25 a 29 | 4     |
| 4     | 20 a 24 | 8     |
| 16    | 15 a 19 | 12    |
| 8     | 10 a 14 | 8     |
| 16    | 5 a 9   | 4     |
| 0     | 0 a 4   | 0     |

## Economia
El 2007 la població en edat de treballar era de 151 persones, 122 eren actives i 29 eren inactives. De les 122 persones actives 109 estaven ocupades (53 homes i 56 dones) i 13 estaven aturades (6 homes i 7 dones). De les 29 persones inactives 10 estaven jubilades, 10 estaven estudiant i 9 estaven classificades com a «altres inactius».

### Ingressos
El 2009 a Mathonville hi havia 88 unitats fiscals que integraven 250,5 persones, la mediana anual d'ingressos fiscals per persona era de 17.340 €.

### Activitats econòmiques
Dels 6 establiments que hi havia el 2007, 2 eren d'empreses de construcció, 1 d'una empresa de comerç i reparació d'automòbils, 2 d'empreses de transport i 1 d'una empresa classificada com a «altres activitats de serveis».
Dels 2 establiments de servei als particulars que hi havia el 2009, 1 era un guixaire pintor i 1 fusteria.
L'any 2000 a Mathonville hi havia 6 explotacions agrícoles.

## Equipaments sanitaris i escolars
El 2009 hi havia una escola elemental integrada dins d'un grup escolar amb les comunes properes formant una escola dispersa.

## Poblacions més properes
El següent diagrama mostra les poblacions més properes.